# Begunje pri Cerknici
Begunje pri Cerknici (pronunciación eslovena: [ˈbeːɡunjɛ pɾi ˈtseːɾknitsi]; alemán: Wigaun) es una localidad eslovena perteneciente al municipio de Cerknica en el suroeste del país.
En 2019, la localidad tenía una población de 726 habitantes.
Se conoce la existencia de la localidad desde 1260. En 1262 se menciona como una propiedad del monasterio cartujo de Bistra. En documentos de 1320 ya aparece la primera iglesia del pueblo.
La localidad se ubica en la periferia nororiental de la capital municipal Cerknica, sobre la carretera 643 que lleva a la capital nacional Liubliana.